# Choices: The Album
Choices: The Album è un album in studio del gruppo hip hop statunitense Three 6 Mafia, pubblicato nel 2001 come colonna sonora del film direct-to-video Choices: The Movie.

## Tracce
1. 2-Way Freak (DJ Paul, Juicy J & La Chat) – 4:57
2. The Restaurant Scene (Skit) – 0:40
3. Mafia (DJ Paul, Juicy J, Lord Infamous, Crunchy Black, Gangsta Boo, Project Pat & La Chat) – 5:20
4. Baby Mama (DJ Paul, Juicy J & La Chat) – 4:43
5. Gangsta Niggaz (DJ Paul, Juicy J & Gangsta Boo) – 4:33
6. Wona Get Some, I Got Some (DJ Paul, Juicy J, Lord Infamous & T-Rock) – 4:27
7. 1st Crime Scene (Skit) – 0:40
8. O.V. (Lord Infamous) – 4:13
9. U Got Da Game Wrong (DJ Paul, Juicy J & La Chat) – 3:40
10. We Shootin' 1st (Gangsta Boo, Crunchy Black & Lord Infamous) – 4:44
11. Dis Bitch, Dat Hoe (Project Pat, Ludacris & Crunchy Black) – 4:22
12. Pass Me (Crunchy Black & La Chat) – 3:39
13. Big Pat's Warehouse (Skit) – 0:31
14. They Don't Fuck wit U (DJ Paul, Juicy J, Lord Infamous, Crunchy Black, Koopsta Knicca & Project Pat) – 4:04
15. Slang & Serve (T-Rock) – 4:18
16. War wit Us (DJ Paul, Juicy J, Crunchy Black & La Chat) – 3:46
17. Mean Mug (DJ Paul, Juicy J, Gangsta Boo & La Chat) – 4:49
18. How It Went Down (Skit) – 0:22
19. I Ain't Goin' (A Hustler's Theme) (Namond Lumpkin) – 4:08
20. Ridin' On Chrome (Project Pat) – 2:59
21. Talkin' – 0:52